# جيرميناجا
جيرميناجا هي كومونا في مقاطعة فاريزي في منطقة لومباردي الإيطالية ، وتقع حوالي 70كم شمال غرب ميلانو وحوالي 20كم شمال غرب فاريزي . في 31 ديسمبر 2004 ، كان عدد سكانها 3,721 نسمة ومساحتها 6.2كم مربع. 
تقع جيرميناجا على حدود البلديات التالية: بريزو دي بيدرو و بريساجو فالترافاليا و كانيرو ريفييرا و لوينو و مونتيجرينو فالترافاليا .

## شعب جرميجناغا
- بيير جياكومو بيسوني ، مؤرخ

## روابط خارجية
- www.comune.germignaga.va.it/